# Панопулос, Сэм
Соти́риос (Сэм) Пано́пулос (греч. Σωτήριος «Σαμ» Πανόπουλος, англ. Sotirios «Sam» Panopoulos; 20 августа 1934, Вурвура, Аркадия, Пелопоннес, Греция — 8 июня 2017, Лондон, Онтарио, Канада) — канадский ресторатор и повар греческого происхождения, изобретатель гавайской пиццы.

## Биография

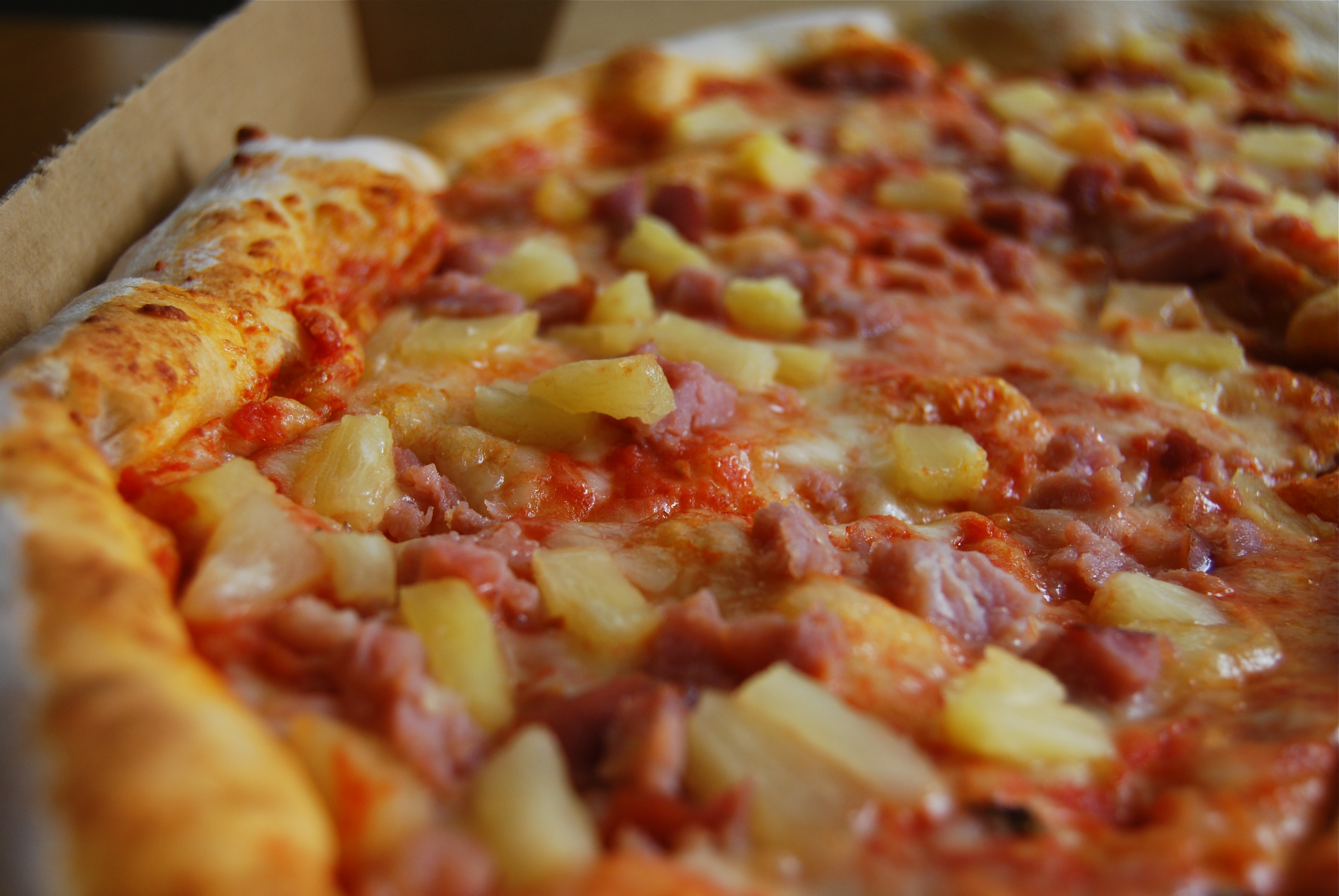
Изобретение Панопулоса — гавайская пицца

Сотириос Панопулос родился 20 августа 1934 года в деревне Вурвура (Аркадия, Пелопоннес, Греция). Иммигрировал в Канаду в 1954 году. Прибыв сначала в Галифакс, он перебрался в Монреаль, а затем в Эллиот-Лейк, где работал на шахтах. Позднее переехал в Чатем, и, наконец, в Лондон.
Оказавшись мимоходом в Неаполе (Италия), Панопулос попробовал пиццу, которая в то время не была известна в Канаде, что озадачило его.
Вместе с братьями Илиасом и Никитасом владел несколькими ресторанами в Онтарио, в том числе рестораном «Satellite» в Чатеме. Помимо традиционных блюд американской кухни, таких как гамбургеры и картофель фри, в «Satellite» готовили китайскую еду.
В начале 1960-х годов, когда пицца получила широкое распространение в США, Панопулос впервые в Северной Америке попробовал это блюдо в Уинсоре, а также познакомился с тем, как местные повара готовят пироги. С этого момента в своём ресторане «Satellite» он также начал готовить пиццу.
В 1962 году Панопулосу пришла мысль в качестве эксперимента добавить в пиццу консервированный ананас (в то время ассортимент продуктов на выбор состоял главным образом из грибов, бекона и пеперони). Стимулом к этому отчасти послужил опыт приготовления китайских блюд, которые обычно сочетают в себе сладкий и кислый вкусы. Он добавлял в пиццу ананас, ветчину, бекон и другие топинги, что поначалу не имело особого интереса у посетителей заведения. Однако уже вскоре пицца, сочетавшая в себе ананас с традиционной комбинацией томатного соуса и сыра, иногда с ветчиной или беконом, приобрела популярность у местной публики, а в конечном итоге стала главным блюдом в пиццериях по всему миру. С тех пор в пиццу начали добавлять самые разные ингредиенты.
Придуманная Панопулосом пицца получила название «гавайская пицца» с тех пор, как для её приготовления стали использовать марку консервированных ананасов с Гавайских островов.
Скоропостижно скончался 8 июня 2017 года в Лондоне в возрасте 83 лет. Похороны прошли в греческом православном Свято-Троицком соборе.

## Личная жизнь
На протяжении 50 лет был женат на Христине Панопулос, в браке с которой имел дочь Марджи и сына Билла.